# Aeroportul Kasba Lake
Aeroportul Kasba Lake (IATA: YDU) este un aeroport din Kasba Lake⁠(d), Kivalliq Region⁠(d), Nunavut, Canada. Aeroportul a fost tranzitat în 2014 de 0 pasageri.
Situat la o altitudine de 348 m, aeroportul dispune de o singură pistă.